# Gmina Tłuchowo
Die Gmina Tłuchowo ist eine Landgemeinde im Powiat Lipnowski der Woiwodschaft Kujawien-Pommern in Polen. Ihr Sitz ist das gleichnamige Dorf (deutsch Tluchowo) mit etwa 1200 Einwohnern.

## Gliederung
Zur Landgemeinde Tłuchowo gehören 20 Dörfer (deutsche Namen bis 1945) mit einem Schulzenamt (sołectwo).
| - Borowo (1939–1942 Borowo, 1942–1945 Barau) - Jasień (1939–1942 Jasen, 1942–1945 Lichtenbach) - Julkowo (1939–1942 Julkowo, 1942–1945 Julke) - Kamień Kmiecy (1939–1942 Kamien-Kmiecy, 1942–1945 Bauernstein) - Kamień Kotowy (1939–1942 Kamien-Kotowy, 1942–1945 Kattenstein) - Kłobukowo (1939–1942 Klobukowo, 1942–1945 Heidefeld) - Koziróg Leśny (1939–1942 Kozirog-Lesny, 1942–1945 Ziegenhorn) - Koziróg Rzeczny (1939–1942 Kozirog-Rzeczny, 1942–1945 Ziegenhöhe) - Małomin (1939–1942 Malomin, 1942–1945 Malmen) - Marianki (1942–1945 Lindengart) | - Mysłakówko (1939–1942 Myslakowko, 1942–1945 Meiselbach) - Nowa Turza (1939–1942 Neu Turza, 1942–1945 Wolfsried-Räumung) - Rumunki Jasieńskie (1939–1942 Jasener Rumunki, 1942–1945 Lichten-Räumung) - Suminek (1942–1945 Saumhütte) - Tłuchowo (1939–1942 Tluchowo, 1942–1945 Tülchau) - Tłuchówek (1939–1942 Tluchowko, 1942–1945 Tülchenhof) - Trzcianka (1939–1942 Tschzianka, 1942–1945 Schanken) - Turza Wilcza (1939–1942 Wilcza Turza, 1942–1945 Wolfsried) - Wyczałkowo (1939–1942 Wytschalkow, 1942–1945 Wittelshöhe) - Źródła (1942–1945 Quellhof) |

Weitere Ortschaften der Gemeinde sind Jeżewo, Michałkowo, Mysłakowo (1939–1942 Myslakow, 1942–1945 Meiselfeld), Podole  (1939–1942 Podole, 1942–1945 Padels) und Popowo (1942–1945 Papengrund).

## Persönlichkeiten
- Lech Wałęsa (* 29. September 1943 in Popowo), Friedensnobelpreisträger, von 1980 bis 1990 Vorsitzender der Gewerkschaft Solidarność und von 1990 bis 1995 Staatspräsident Polens.